# 嘉麻峠
嘉麻峠（かまとうげ）は、福岡県嘉麻市から朝倉郡東峰村にまたがる峠である。通称・七曲り峠。響灘へ注ぐ遠賀川水系と有明海へ注ぐ筑後川水系の分水嶺である。

## 概要
- 地域･･･福岡県嘉麻市 - 福岡県朝倉郡東峰村
- 道路･･･国道211号
- 東峰村や大分県日田市へ行く時によく使われる。
- ゴールデンウィークなどになると、観光客が東峰村へ行くために、渋滞する事がある。
- 標高が高いため、大雨、土砂崩れや積雪、路面凍結などで通行止めやチェーン規制、片側交互規制等の交通規制になる事が多い。
- 以前は飯塚市から原鶴温泉や小石原を結ぶ西鉄バスが峠を越えていたが、2003（平成15）年に廃止された。
- 2017年（平成29年）7月5日、福岡県、大分県を中心とする集中豪雨（平成29年7月九州北部豪雨）が発生、崖崩れ等の危険があるため全面通行止になる。

## 観光地
- 遠賀川源流点